# Karystos
Karystos (in greco Κάρυστος? e Caristo secondo la tradizionale traslitterazione in italiano dei nomi greci) è un comune della Grecia situato nella periferia della Grecia Centrale (unità periferica dell'Eubea) con 13 602 abitanti secondo i dati del censimento 2001.
A seguito della riforma amministrativa detta Programma Callicrate in vigore dal gennaio 2011 che ha abolito le prefetture e accorpato numerosi comuni, la superficie del comune è ora di 675 km² e la popolazione è passata da 7 144 a 13 602 abitanti.

## Storia
È un'antica città greca, già citata da Omero, situata all'estremità meridionale dell'isola di Eubea.
Nel 490 a.C. la città, che era sottomessa a Eretria, fu occupata dai Persiani. Al costituirsi della prima alleanza marittima ateniese, Caristo fu l'unica città dell'Eubea che non ne fece parte. Fu costretta successivamente ad allearsi con Atene, che vi spedì anche una colonia.
Centro culturale di notevole importanza, diede i natali, tra gli altri, ad Antigono di Caristo, Apollodoro di Caristo, Diocle di Caristo e all'importante esponente della scuola medica erofilea Andrea.
Località marina, ha un porto e nel suo entroterra rimangono alcune antiche cave di marmo cipollino.